# راندال ميلر
راندال ميلر (بالإنجليزية: Randall Miller)‏ هو مونتير وكاتب سيناريو ومخرج وممثل أمريكي، ولد في 1950.

## وصلات خارجية
- راندال ميلر على موقع IMDb (الإنجليزية)
- راندال ميلر على موقع ألو سيني (الفرنسية)
- راندال ميلر على موقع أول موفي (الإنجليزية)
- راندال ميلر على موقع قاعدة بيانات الأفلام السويدية (السويدية)
- راندال ميلر على موقع قاعدة بيانات الفيلم (الإنجليزية)
- راندال ميلر على موقع كينوبويسك (الروسية)